# Mehrspartentheater
Ein Mehrspartentheater ist ein Theater mit Repertoiresystem oder Semi-Stagione-System, das Eigenproduktionen in mehreren Sparten der Bühnenkunst zeigt. Für jede Sparte ist ein eigenes Solisten-Ensemble engagiert. Normalerweise spielen alle auf derselben Bühne.
Die Staats- und Stadttheater im deutschen Sprachgebiet und im osteuropäischen Raum sind zum großen Teil Dreispartentheater (oder „Dreispartenhäuser“) mit Musik, Schauspiel und Tanz.
Manchmal werden diese klassischen Sparten in weitere Sparten unterteilt, also die Musik in Musiktheater und Konzert, das Musiktheater wiederum in Oper, Operette und Musical, und der Bühnentanz in Ballett und Tanztheater. Entscheidend für die Spartentrennung ist, ob für jede dieser Sparten eine eigene Organisation besteht. So bezeichnen sich viele Theater als Vier- oder gar Fünfspartenhaus.
In neuerer Zeit werden auch das Kinder- und Jugendtheater sowie das Puppen- oder Figurentheater als eigene Sparten geführt.
Daneben gibt es häufig Zweispartentheater mit Oper und Schauspiel oder mit Oper und Ballett (die aber oft Opernhaus genannt werden).
Bis zur Mitte des 19. Jahrhunderts war diese Spartentrennung noch nicht in der heutigen Schärfe vorhanden. Opernsänger mussten oft noch im Schauspiel mitwirken oder Schauspieler in der Oper mitsingen. Auch die Mitwirkung von Sängern und Schauspielern im Ballett war lange Zeit noch üblich (vgl. Mimiker). Heute gibt es nur noch bei wenigen, von ihrem Prestige her eher untergeordneten Produktionen eine Verbindung der Sparten, wie bei der Operette oder beim Weihnachtsmärchen.